# Адірондак Фантомс
Адірондак Фантомс (англ. Adirondack Phantoms) — професійний хокейний клуб із США. Виступав у другій за силою в лізі Північної Америки Американської хокейної ліги. Грав у Гленс-Фоллс (штат Нью-Йорк) у Гленс-Фоллс Сівік Центр (Glens Falls Civic Center). Клуб був пов'язаний з Філадельфія Флаєрс з Національної хокейної ліги.
За сезону 2014-2015 років клуб перебрався до Аллентауна у Пеннсильванії й став називатися Ліхай Валлі Фантомс (Lehigh Valley Phantoms).
З 1996 до 2009 року клуб був відомий, як Філадельфія Фантомс (Philadelphia Phantoms), що виступав у Філадельфії на колишній арені Філадельфія Флаєрс (Flyers) - Спектрумі (the Spectrum).

## Відомі гравці
- Гаррі Золнєрчик

## Головні тренери
- Грег Гілберт, 2009–10
- Джон Педдок, 2010
- Джо Патерсон, 2010–12
- Террі Мюррей, 2012–14